# Новополе (Тарнувский повет)
Новопо́ле (пол. Nowopole) — село в Польше, находящееся в гмине Ветшиховице Тарнувского повета Малопольского воеводства.

## География
Село располагается в 7 км от административного центра гмины Ветшиховице, 30 км от города Тарнув и 60 км от города Кракова.

## История
С 1975 по 1998 года село входило в Тарнувское воеводство.